# 11571 Daens
11571 Daens este un asteroid din centura principală de asteroizi.

## Descriere
11571 Daens este un asteroid din centura principală de asteroizi. A fost descoperit pe 20 iulie 1993 la Observatorul La Silla de Eric Walter Elst. El prezintă o orbită caracterizată de o semiaxă mare de 3,08 ua, o excentricitate de 0,23 și o înclinație de 2,9° în raport cu ecliptica.